# Die Tribute von Panem (Filmreihe)

Logo der Reihe

Die Tribute von Panem ist eine US-amerikanische Science-Fiction-Abenteuer-Filmreihe basierend auf der Romantrilogie Die Tribute von Panem von Suzanne Collins. Die vier Hauptfilme der Reihe wurden in den Jahren 2012 bis 2015 von Lions Gate Entertainment veröffentlicht; das Prequel The Ballad of Songbirds and Snakes folgte 2023.

## Entstehung
Nachdem das erste Buch Die Tribute von Panem – Tödliche Spiele im September 2008 veröffentlicht worden war, sicherte sich das Studio Color Force die Filmrechte und holte daraufhin Lions Gate Entertainment hinzu, um den Film gemeinsam zu produzieren. Als Suzanne Collins ihr drittes Buch Die Tribute von Panem – Flammender Zorn beendete, fertigte sie 2010 einen Drehbuchentwurf für den ersten Film an. Dieser wurde später vom Regisseur Gary Ross und dem Drehbuchautor Billy Ray überarbeitet.
Das Casting für die Hauptrollen fand von März bis Mai 2011 statt. Neben Jennifer Lawrence standen noch einige weitere Schauspielerinnen für die Rolle der Katniss Everdeen zur Auswahl, so Hailee Steinfeld, Abigail Breslin und Chloë Grace Moretz. Für Peeta Mellark waren neben Josh Hutcherson auch Alexander Ludwig, Hunter Parrish, Evan Peters und Lucas Till im Gespräch. Liam Hemsworth konnte sich gegen Robbie Amell, David Henrie und Drew Roy als Gale Hawthorne durchsetzen.
Als Gary Ross für einen zweiten Teil als Regisseur nicht zurückkehrte, wurde Francis Lawrence verpflichtet. Mit ihm kamen die Drehbuchautoren Simon Beaufoy und Michael Arndt für Teil 2 und Danny Strong und Peter Craig für die Teile 3 und 4.
Am 1. November 2012 wurde angekündigt, dass der finale Teil, im Stile von Harry Potter und Twilight, in zwei Filme aufgeteilt wird. Ein erstes Prequel ohne Jennifer Lawrence, basierend auf dem im Mai 2020 von Suzanne Collins veröffentlichten Roman Die Tribute von Panem X – Das Lied von Vogel und Schlange, kam am 16. November 2023 in die deutschen Kinos. Ein zweites Prequel basierend auf dem Folgeroman Die Tribute von Panem L – Der Tag bricht an, der 24 Jahre vor der Hauptreihe spielt und von den 50. Hungerspielen rund um Haymitch Abernathy handelt, soll am 20. November 2026 in die US-amerikanischen Kinos kommen.

## Überblick
| Jahr | Deutscher Titel                                            | Originaltitel                                        | Regie            | Drehbuch                              |
| ---- | ---------------------------------------------------------- | ---------------------------------------------------- | ---------------- | ------------------------------------- |
| 2012 | Die Tribute von Panem – The Hunger Games                   | The Hunger Games                                     | Gary Ross        | Gary Ross, Suzanne Collins, Billy Ray |
| 2013 | Die Tribute von Panem – Catching Fire                      | The Hunger Games: Catching Fire                      | Francis Lawrence | Simon Beaufoy, Michael Arndt          |
| 2014 | Die Tribute von Panem – Mockingjay Teil 1                  | The Hunger Games: Mockingjay – Part 1                | Francis Lawrence | Danny Strong, Peter Craig             |
| 2015 | Die Tribute von Panem – Mockingjay Teil 2                  | The Hunger Games: Mockingjay – Part 2                | Francis Lawrence | Danny Strong, Peter Craig             |
| 2023 | Die Tribute von Panem – The Ballad of Songbirds and Snakes | The Hunger Games: The Ballad of Songbirds and Snakes | Francis Lawrence | Michael Arndt, Michael Lesslie        |
| 2026 | –                                                          | The Hunger Games: Sunrise on the Reaping             | Francis Lawrence | Billy Ray                             |

## Handlung

### Die Tribute von Panem – The Hunger Games
Das dystopische Panem wurde nach dem Bürgerkrieg in erst dreizehn, dann zwölf Distrikte aufgeteilt. Diese sind jedes Jahr dazu verpflichtet, ein Mädchen und einen Jungen im Alter zwischen 12 und 18 Jahren in eine Arena zu schicken, in der sich diese bis zum Tod bekämpfen. Als in Distrikt 12 das junge Mädchen Primrose Everdeen gezogen wird, meldet sich ihre große Schwester Katniss freiwillig. Zusammen mit Peeta Mellark, dem männlichen Tribut aus ihrem Distrikt, durchläuft Katniss das Training. Schließlich müssen beide in der Arena gegen die anderen Tribute antreten. Katniss, die eine exzellente Bogenschützin ist, kann zusammen mit Peeta die „Hungerspiele“ gewinnen und darf schließlich in ihre Heimat zurückkehren.

### Die Tribute von Panem – Catching Fire
Nachdem Katniss und Peeta nicht zuletzt wegen ihrer gespielten Liebe die Spiele gewinnen konnten, möchte Coriolanus Snow, der Präsident von Panem, dass die beiden das ganze Land auf der „Tour der Sieger“ von ihrer Liebe überzeugen. Allerdings kommt es in vielen Distrikten zu Protesten und Rebellionen, wofür Snow Katniss verantwortlich macht. Aus diesem Grund beschließt er, die Tribute des anstehenden „Jubel-Jubiläums“ aus dem bestehenden Kreis der Sieger auszuwählen. Da Katniss die einzige weibliche Gewinnerin aus Distrikt 12 ist, muss sie unfreiwillig erneut antreten. Peeta meldet sich hingegen für ihren früheren Mentor Haymitch freiwillig. Die beiden schaffen es, sich einige Verbündete unter den anderen Siegern zu suchen. Als Katniss schließlich einen Pfeil in die Kuppel schießt, wird die gesamte Arena zerstört. Später wacht Katniss in einem Flugzeug auf und erfährt, dass sie auf dem Weg in den zerstörten Distrikt 13 ist. Peeta ist jedoch in die Hände von Snow gefallen.

### Die Tribute von Panem – Mockingjay Teil 1
Im unterirdischen Distrikt 13 trifft Katniss auf Präsidentin Coin, die Anführerin der Rebellen. Diese offenbart Katniss, dass es von Anfang an der Plan war, sie aus der Arena zu befreien und dass die Hälfte der Tribute eingeweiht war. Katniss beschließt, Propagandavideos zu drehen, um den Widerstand in den anderen Distrikten anzuregen. Aus diesem Grund reist sie auch in ihre Heimat, Distrikt 12, der nach Katniss’ Flucht aus der Arena vollkommen zerstört wurde. Der Widerstand in den anderen Distrikten wächst, und schließlich unterbrechen die Rebellen die Stromversorgung des Kapitols. In einer Videobotschaft aus dem Kapitol kann Peeta den Distrikt 13 vor dem bevorstehenden Vergeltungsschlag Snows warnen. Präsidentin Coin entschließt sich dazu, die Stromunterbrechung des Kapitols auszunutzen und die dort gefangen gehaltenen Sieger zu befreien. Als dies gelingt und Peeta in Distrikt 13 ankommt, versucht er Katniss umzubringen, da er im Kapitol einer Gehirnwäsche unterzogen wurde.

### Die Tribute von Panem – Mockingjay Teil 2
Nachdem sich Katniss von Peetas Angriff erholen konnte, reist sie nach Distrikt 2, um dort den Rebellen zu helfen, einen wichtigen Militärstützpunkt einzunehmen. Bei der Evakuierung der Anhänger des Kapitols wird Katniss angeschossen, kann sich aber schnell erholen und reist schließlich ins direkte Kriegsgebiet im Kapitol. Dort wird sie einer Gruppe zugeteilt, die die Aufgabe hat, abseits des Kampfes Propagandavideos zu drehen. Allerdings kann Katniss die anderen davon überzeugen, sie zum Präsidentenpalast zu bringen, wo sie Snow töten will. Auf dem Weg dorthin sterben viele Gruppenmitglieder durch die Technologie der „Hungerspiele“, die überall im Kapitol installiert worden ist. Auch Peeta stößt zur Gruppe dazu. Als Snow schließlich die äußeren Bezirke evakuiert, kommt es vor seinem Palast zum Kampf mit den Rebellen. Diese siegen, da Snow offenbar seine eigenen Anhänger bombardiert. Unter den Opfern ist auch Prim, die als Sanitäterin arbeitete. Snow offenbart Katniss, dass Coin die Bomben abgeworfen hat, um selbst an Snows Stelle treten zu können. Bei der offiziellen Hinrichtung von Snow erschießt Katniss die selbsternannte Übergangspräsidentin Coin. Katniss, die von der neuen Präsidentin Paylor einige Zeit später begnadigt wird, geht daraufhin zusammen mit Peeta nach Distrikt 12 und die beiden gründen dort ihre eigene Familie.

## Besetzung und Synchronisation
| Rolle                     | Film                                            | Film                                         | Film                                             | Film                                             | Synchronsprecher                 |
| Rolle                     | Die Tribute von Panem – The Hunger Games (2012) | Die Tribute von Panem – Catching Fire (2013) | Die Tribute von Panem – Mockingjay Teil 1 (2014) | Die Tribute von Panem – Mockingjay Teil 2 (2015) | Synchronsprecher                 |
| ------------------------- | ----------------------------------------------- | -------------------------------------------- | ------------------------------------------------ | ------------------------------------------------ | -------------------------------- |
| Katniss Everdeen          | Jennifer Lawrence                               | Jennifer Lawrence                            | Jennifer Lawrence                                | Jennifer Lawrence                                | Maria Koschny                    |
| Peeta Mellark             | Josh Hutcherson                                 | Josh Hutcherson                              | Josh Hutcherson                                  | Josh Hutcherson                                  | Ricardo Richter Amadeus Strobl 2 |
| Gale Hawthorne            | Liam Hemsworth                                  | Liam Hemsworth                               | Liam Hemsworth                                   | Liam Hemsworth                                   | Leonhard Mahlich                 |
| Haymitch Abernathy        | Woody Harrelson                                 | Woody Harrelson                              | Woody Harrelson                                  | Woody Harrelson                                  | Thomas Nero Wolff                |
| Effie Trinket             | Elizabeth Banks                                 | Elizabeth Banks                              | Elizabeth Banks                                  | Elizabeth Banks                                  | Cathlen Gawlich                  |
| Präsident Coriolanus Snow | Donald Sutherland                               | Donald Sutherland                            | Donald Sutherland                                | Donald Sutherland                                | Jürgen Kluckert                  |
| Caesar Flickerman         | Stanley Tucci                                   | Stanley Tucci                                | Stanley Tucci                                    | Stanley Tucci                                    | Lutz Mackensy                    |
| Primrose „Prim“ Everdeen  | Willow Shields                                  | Willow Shields                               | Willow Shields                                   | Willow Shields                                   | Valentina Bonalana               |
| Katniss’ Mutter           | Paula Malcomson                                 | Paula Malcomson                              | Paula Malcomson                                  | Paula Malcomson                                  | Silke Matthias                   |
| Claudius Templesmith      | Toby Jones                                      | Toby Jones                                   |                                                  | Toby Jones                                       | Stefan Krause                    |
| Cinna                     | Lenny Kravitz                                   | Lenny Kravitz                                |                                                  |                                                  | Robert Glatzeder                 |
| Marvel                    | Jack Quaid                                      | Jack Quaid                                   |                                                  |                                                  | Nico Sablik                      |
| Seneca Crane              | Wes Bentley                                     |                                              |                                                  |                                                  | Philipp Moog                     |
| Rue                       | Amandla Stenberg                                |                                              |                                                  |                                                  | Derya Flechtner                  |
| Cato                      | Alexander Ludwig                                |                                              |                                                  |                                                  | Tobias Müller                    |
| Clove                     | Isabelle Fuhrman                                |                                              |                                                  |                                                  | Kristina Tietz                   |
| Thresh                    | Dayo Okeniyi                                    |                                              |                                                  |                                                  | Stefan Günther                   |
| Plutarch Heavensbee       |                                                 | Philip Seymour Hoffman                       | Philip Seymour Hoffman                           | Philip Seymour Hoffman                           | Oliver Stritzel                  |
| Beetee Latier             |                                                 | Jeffrey Wright                               | Jeffrey Wright                                   | Jeffrey Wright                                   | Olaf Reichmann                   |
| Finnick Odair             |                                                 | Sam Claflin                                  | Sam Claflin                                      | Sam Claflin                                      | Patrick Roche                    |
| Johanna Mason             |                                                 | Jena Malone                                  | Jena Malone                                      | Jena Malone                                      | Janin Stenzel                    |
| Annie Cresta              |                                                 | Stef Dawson                                  | Stef Dawson                                      | Stef Dawson                                      | Verena Mehnert                   |
| Snows Enkelin             |                                                 | Erika Bierman                                | Erika Bierman                                    |                                                  | unbekannt                        |
| Enobaria                  |                                                 | Meta Golding                                 |                                                  | Meta Golding                                     | Cornelia Waibel                  |
| Wiress                    |                                                 | Amanda Plummer                               |                                                  |                                                  | Denise Gorzelanny                |
| Mags                      |                                                 | Lynn Cohen                                   |                                                  |                                                  | – 1                              |
| Präsidentin Alma Coin     |                                                 |                                              | Julianne Moore                                   | Julianne Moore                                   | Petra Barthel                    |
| Boggs                     |                                                 |                                              | Mahershala Ali                                   | Mahershala Ali                                   | Matti Klemm                      |
| Cressida                  |                                                 |                                              | Natalie Dormer                                   | Natalie Dormer                                   | Marieke Oeffinger                |
| Commander Paylor          |                                                 |                                              | Patina Miller                                    | Patina Miller                                    | Daniela Thuar                    |
| Castor                    |                                                 |                                              | Wes Chatham                                      | Wes Chatham                                      | Nicolai Tegeler                  |
| Pollux                    |                                                 |                                              | Elden Henson                                     | Elden Henson                                     | Dennis Sandmann                  |
| Messalla                  |                                                 |                                              | Evan Ross                                        | Evan Ross                                        | Jesco Wirthgen                   |
| Egeria                    |                                                 |                                              | Sarita Choudhury                                 | Sarita Choudhury                                 | Dana Friedrich                   |
| Antonius                  |                                                 |                                              | Robert Knepper                                   | Robert Knepper                                   | Bernd Vollbrecht                 |
| Commander Lyme            |                                                 |                                              |                                                  | Gwendoline Christie                              | Angela Wiederhut                 |
| Lieutenant Jackson        |                                                 |                                              |                                                  | Michelle Forbes                                  | Martina Treger                   |
| Homes                     |                                                 |                                              |                                                  | Omid Abtahi                                      | Simon Derksen                    |
| Tigris                    |                                                 |                                              |                                                  | Eugenie Bondurant                                | Silvia Mißbach                   |

## Filmstab
|                                                 | Film                                                       | Film                                             | Film                                             | Film                                                              | Film                                          |
| Die Tribute von Panem – The Hunger Games (2012) | Die Tribute von Panem – Catching Fire (2013)               | Die Tribute von Panem – Mockingjay Teil 1 (2014) | Die Tribute von Panem – Mockingjay Teil 2 (2015) | Die Tribute von Panem – The Ballad of Songbirds and Snakes (2023) |                                               |
| ----------------------------------------------- | ---------------------------------------------------------- | ------------------------------------------------ | ------------------------------------------------ | ----------------------------------------------------------------- | --------------------------------------------- |
| Regie                                           | Gary Ross                                                  | Francis Lawrence                                 | Francis Lawrence                                 | Francis Lawrence                                                  | Francis Lawrence                              |
| Drehbuch                                        | Gary Ross, Suzanne Collins, Billy Ray                      | Simon Beaufoy, Michael Arndt                     | Danny Strong, Peter Craig                        | Danny Strong, Peter Craig                                         | Michael Arndt, Michael Lesslie                |
| Produktion                                      | Nina Jacobson, Jon Kilik                                   | Nina Jacobson, Jon Kilik                         | Nina Jacobson, Jon Kilik                         | Nina Jacobson, Jon Kilik                                          | Nina Jacobson, Francis Lawrence, Brad Simpson |
| Musik                                           | James Newton Howard, T-Bone Burnett                        | James Newton Howard                              | James Newton Howard                              | James Newton Howard                                               | James Newton Howard                           |
| Kamera                                          | Tom Stern                                                  | Jo Willems                                       | Jo Willems                                       | Jo Willems                                                        | Jo Willems                                    |
| Schnitt                                         | Stephen Mirrione, Juliette Welfling, Jennifer Vecchiarello | Alan Edward Bell                                 | Alan Edward Bell, Mark Yoshikawa                 | Alan Edward Bell, Mark Yoshikawa                                  | Marc Yoshikawa                                |

## Rezeption

### Einspielergebnisse
Mit einem Gesamteinspielergebnis von 2.968,19 Millionen US-Dollar befindet sich die Reihe auf Platz 18 der erfolgreichsten Filmreihen. Lediglich Die Tribute von Panem – Catching Fire kam unter die besten 100 der finanziell erfolgreichsten Filme und befindet sich dort auf Platz 88 (Stand: 19. April 2025).
| Film                                      | Veröffentlichung (Deutschland) | Einspielergebnisse in US-Dollar | Einspielergebnisse in US-Dollar | Einspielergebnisse in US-Dollar | Budget in US-Dollar | Quelle |
| Film                                      | Veröffentlichung (Deutschland) | USA                             | Deutschland                     | Weltweit                        | Budget in US-Dollar | Quelle |
| ----------------------------------------- | ------------------------------ | ------------------------------- | ------------------------------- | ------------------------------- | ------------------- | ------ |
| Die Tribute von Panem – The Hunger Games  | 22. März 2012                  | 408.010.692                     | 20.303.785                      | 694.394.724                     | 078 Mio.            | [ 21 ] |
| Die Tribute von Panem – Catching Fire     | 21. November 2013              | 424.668.047                     | 43.428.464                      | 865.011.746                     | 130 Mio.            | [ 22 ] |
| Die Tribute von Panem – Mockingjay Teil 1 | 20. November 2014              | 337.135.885                     | 35.590.677                      | 755.356.711                     | 125 Mio.            | [ 23 ] |
| Die Tribute von Panem – Mockingjay Teil 2 | 19. November 2015              | 281.723.902                     | 43.707.200                      | 653.428.261                     | 160 Mio.            | [ 24 ] |
| Gesamt (Stand: 1. Juli 2018)              | Gesamt (Stand: 1. Juli 2018)   | 1.451.538.526                   | 143.030.126                     | 2.968.191.442                   | 493 Mio.            | [ 25 ] |

### Kritiken
(Stand: 1. März 2019)
| Film                                      | Rotten Tomatoes     | Metacritic       | IMDb                       |
| ----------------------------------------- | ------------------- | ---------------- | -------------------------- |
| Die Tribute von Panem – The Hunger Games  | 84 % (298 Kritiken) | 68 (49 Kritiken) | 7,2 (787.290 Bewertungen)  |
| Die Tribute von Panem – Catching Fire     | 89 % (274 Kritiken) | 76 (49 Kritiken) | 07,5 (568.611 Bewertungen) |
| Die Tribute von Panem – Mockingjay Teil 1 | 68 % (281 Kritiken) | 64 (46 Kritiken) | 06,7 (372.769 Bewertungen) |
| Die Tribute von Panem – Mockingjay Teil 2 | 70 % (274 Kritiken) | 65 (45 Kritiken) | 06,6 (245.869 Bewertungen) |

## Trivia
- 2013 erschien der Film Die Pute von Panem – The Starving Games, welcher eine Parodie auf Die Tribute von Panem – The Hunger Games darstellt. Eine weitere Parodie erschien 2014 unter dem Titel The Hungover Games.
- Nachdem Philip Seymour Hoffman kurz vor Ende der Dreharbeiten des letzten Teils gestorben war, entschied man sich dazu, eine ihm zugedachte Szene dem von Woody Harrelson porträtierten Charakter des Haymitch Abernathy zu geben.[34]